# Hór (fáraó)
Hór Auibré ókori egyiptomi fáraó volt a XIII. dinasztia idején, i. e. 1777–1775 között (Kim Ryholt kronológiája szerint), vagy csak pár hónapig i. e. 1760 vagy 1732 között. Főleg nagyrészt érintetlenül fennmaradt sírjának köszönhetően ismert, melyet 1894-ben fedeztek fel, benne ritka, életnagyságú faszoborral.

## Említései

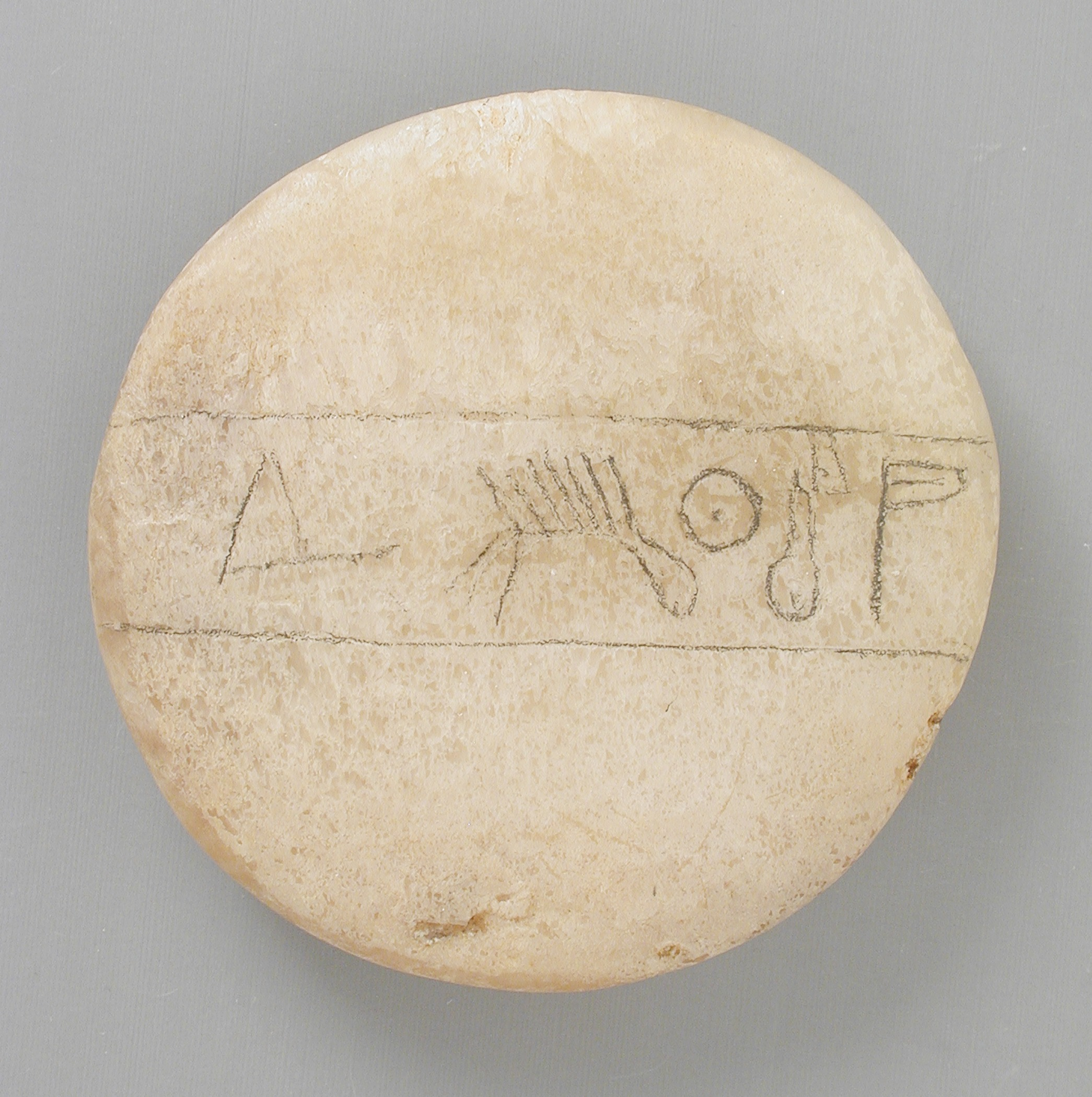
Edény fedele Auibré nevével

Hór Auibré nevét említi a XIX. dinasztia idején összeállított torinói királylista. Ezen a papiruszon neve a hetedik oszlop 17. sorában szerepel (Gardiner számozása szerint a 6. oszlop 17. sora). A torinói papiruszt leszámítva Hór nevének nem volt ismert előfordulása 1894-ig, mikor Jacques de Morgan felfedezte az uralkodó csaknem érintetlen dahsúri sírját.
1894 óta a fáraó további említései is előkerültek, többek közt egy ismeretlen helyről származó edényfedél és egy ma Berlinben őrzött táblácska, mindkettőn Hór neve áll. I. Amenemhat listi piramisánál, ahonnan számos fajansztáblácska előkerült XIII. dinasztiabeli királyok nevével, Hór nevével is találtak egyet. Taniszban gránit architráv került elő Hór és utódja, Habau kártusával. Ez valószínűleg Memphiszből származhatott és a hükszoszok idején került a Delta vidékére. Kim Ryholt ez alapján úgy tartja, Habau Hór fia és társuralkodója volt.

## Uralkodása
Ryholt és Darrell Baker szerint Hór Auibré a XIII. dinasztia 15. uralkodója volt. Detlef Franke és Jürgen von Beckerath ezzel szemben úgy tartja, a 14. királya volt dinasztiájának. Semmi bizonyíték nem került elő arra nézve, hogy rokonságban állt volna elődjével, Renszenebbel, így Ryholt és Baker azt feltételezi, uszurpálta a trónt.
Uralkodásának pontos hossza nem ismert, mert a torinói papirusz ezen a helyen hiányos. Ryholt legújabb elemzése szerint a papiruszon az uralkodás hosszából annyi olvasható, hogy „… és 7 nap”, a korábban elfogadott olvasat, Alan Gardiner 1950-es évekbeli olvasata szerint „… és 7 hónap”. Ennek alapján Miroslav Verner és Darrell Baker úgy vélik, Hór igen rövid ideig ült a trónon, Ryholt olvasata azonban hosszabb időszakot is lehetővé tesz; szerinte 2 évig uralkodott. Az mindenképpen valószínű, hogy Hór csak kevés ideig uralkodott, arra nem volt elég ideje, hogy piramist építtessen, ami ebben a korban még mindig a királyok szokásos temetkezési helye volt. Rövid uralkodása ellenére is úgy tűnik, sikerült biztosítania, hogy fiai, Habau és Dzsedheperu kövessék a trónon.

## Sírja

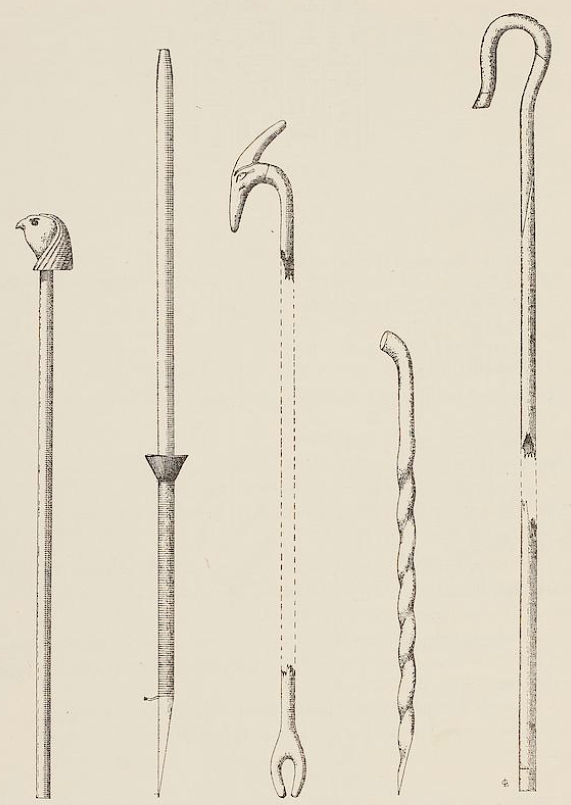
Jacques de Morgan rajza Hór jogarairól és botjairól

Hór főként szinte teljesen érintetlen sírjáról ismert, melyet a Georges Legrainnel és Gustave Jequier-vel Dahsúrban dolgozó Jacques de Morgan fedezett fel 1894-ben. A sír egyszerű aknasír, amely a XII. dinasztiához tartozó III. Amenemhat piramisának északkeleti sarkában épült. Eredetileg Amenemhat udvarának egy tagja számára készült, később bővítették ki Hór számára; ekkor kő sírkamra és előkamra épült hozzá.
Bár a sírt már az ókorban kirabolták, így is megtaláltak benne egy naoszt, melyben a király életnagyságú, fa ka-szobra állt. Ez a szobor az egyiptomi művészet egyik legismertebb példája, és az egyik legjobb állapotban fennmaradt, legszebb kidolgozású ókori faszobor; példája egy olyan műfajnak, amely egykor gyakori lehetett az egyiptomi művészetben, mostanra azonban kevés maradt fenn belőle ilyen jó állapotban. A szobor a kairói Egyiptomi Múzeumban található, katalógusszáma CG259.

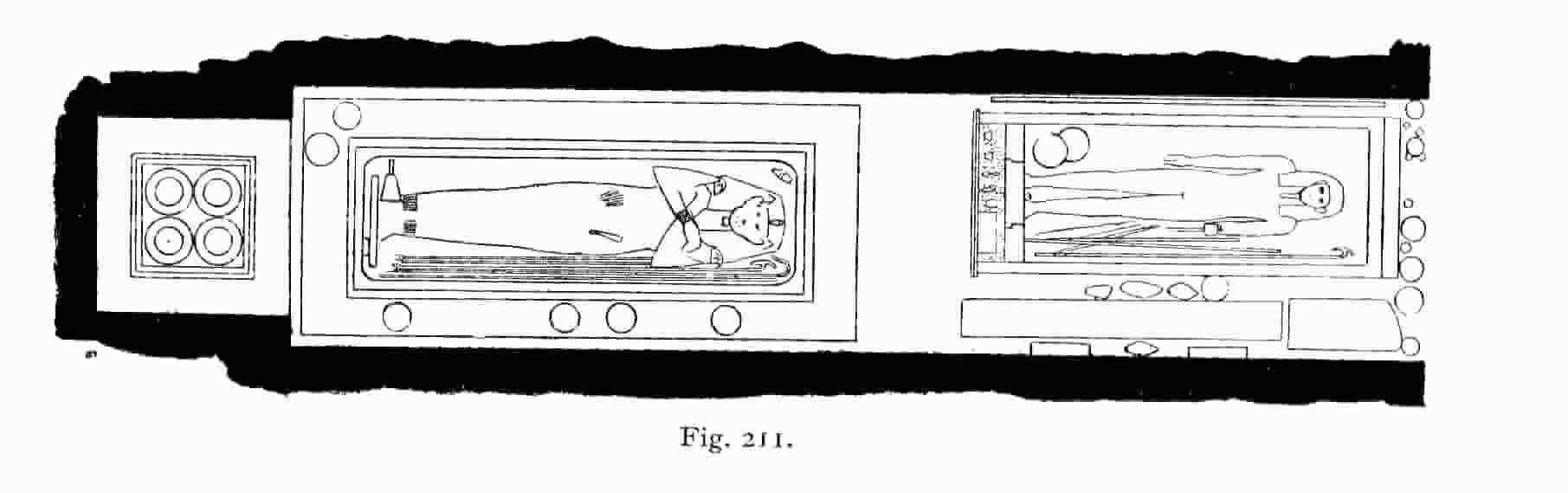
Hór sírjának alaprajza

A sírban megtalálták az uralkodó részben aranyozott, korhadt fakoporsóját is. A király múmiáját megfosztották ékszereitől, koporsójában csak a csontváz maradt. Hór halálakor a negyvenes éveiben járhatott. A fa halotti maszkról, melynek szemét bronz foglalatú kőből alakították ki, az aranyozást a sírrablók leszedték, a király koponyája azonban benne maradt. Megtalálták Hór kanópuszládáját is, benne a kanópuszedényekkel. A sírból ezek mellett előkerültek még kis szobrok, fa- és alabástromvázák, cserépedények, ékszerek, két alabástromsztélé kék festett hieroglifákkal, valamint légycsapók, jogarok és fabotok egy hosszú fa tokban, darabokra törve. A sírból fegyverek is előkerültek, köztük egy gránit buzogányfej és egy aranyozott tőr.
Hór sírja mellett találták meg Nubhoteptikhred hercegnő teljesen érintetlen sírját. A hercegnő vagy Hór lánya volt, vagy III. Amenemhaté.

## Név, titulatúra
A fáraók titulatúrájának magyarázatát és történetét lásd az Ötelemű titulatúra szócikkben.
| G5 |

| G5 |

| Htp · ib | N19 |

| Htp · ib | N19 |

| Htp · ib | N19 |

| Htp · ib | N19 |

| G5 |

| G5 |

| Htp · ib | N19 |

| Htp · ib | N19 |

| Htp · ib | N19 |

| Htp · ib | N19 |

| G16 |

| G16 |

| nfr | xa · a | w | Y1 · Z2 |

| nfr | xa · a | w | Y1 · Z2 |

| G16 |

| G16 |

| nfr | xa · a | w | Y1 · Z2 |

| nfr | xa · a | w | Y1 · Z2 |

| G8 |

| G8 |

| nfr | R8 | R8 | R8 |

| nfr | R8 | R8 | R8 |

| G8 |

| G8 |

| nfr | R8 | R8 | R8 |

| nfr | R8 | R8 | R8 |

| M23 | L2 |

| M23 | L2 |

| N5 | F40 | F34 |

| N5 | F40 | F34 |

| N5 | F40 | F34 |

| N5 | F40 | F34 |

| N5 | F40 | F34 |

| N5 | F40 | F34 |

| N5 | F40 | F34 |

| N5 | F40 | F34 |

| M23 | L2 |

| M23 | L2 |

| N5 | F40 | F34 |

| N5 | F40 | F34 |

| N5 | F40 | F34 |

| N5 | F40 | F34 |

| N5 | F40 | F34 |

| N5 | F40 | F34 |

| N5 | F40 | F34 |

| N5 | F40 | F34 |

| G39 | N5 | \| \| |
|     |    |       |

|  |

| G39 | N5 | \| \| |
|     |    |       |

|  |

| G5 |

| G5 |

| G5 |

| G5 |

| G5 |

| G5 |

| G5 |

| G5 |

| G39 | N5 | \| \| |
|     |    |       |

|  |

| G39 | N5 | \| \| |
|     |    |       |

|  |

| G5 |

| G5 |

| G5 |

| G5 |

| G5 |

| G5 |

| G5 |

| G5 |

## Fordítás
- Ez a szócikk részben vagy egészben  a   Hor című angol Wikipédia-szócikk ezen változatának fordításán alapul.  Az eredeti cikk szerkesztőit annak laptörténete sorolja fel. Ez a jelzés csupán a megfogalmazás eredetét és a szerzői jogokat jelzi, nem szolgál a cikkben szereplő információk forrásmegjelöléseként.